# DeShawn Shead
DeShawn Shead (Palmdale, 28 giugno 1988) è un giocatore di football americano statunitense che gioca nel ruolo di cornerback per i Seattle Seahawks della National Football League. Al college ha giocato a football alla Portland State University.

## Carriera professionistica

### Seattle Seahawks
Il 29 aprile 2012, Shead firmò coi Seattle Seahawks dopo non essere stato scelto nel Draft NFL 2012. Dopo non essere mai sceso in campo nella sua stagione da rookie, debuttò come professionista nella settimana 12 della stagione 2013 contro i New Orleans Saints. Dal quel momento scese in campo tutte le restanti partite della stagione regolare, terminando con 5 presenze e 2 tackle. Il 2 febbraio 2014 vinse il Super Bowl XLVIII quando i Seahawks batterono i Denver Broncos per 43-8.
Nella settimana 9 della stagione 2014 contro i Raiders, Shead disputò la prima gara come titolare in carriera al posto dell'infortunato Tharold Simon, facendo registrare quattro tackle. Nel dodicesimo turno bloccò un punt nella vittoria contro i Cardinals. La sua annata si concluse disputando tutte le 16 partite, di cui la prima come titolare, con 14 tackle e 2 passaggi deviati.
Il primo sack in carriera, Shead lo mise a segno su Andy Dalton dei Bengals nel quinto turno della stagione 2015. A partire dalla settimana 12 sostituì Cary Williams come cornerback titolare nel lato opposto a Richard Sherman, conservando il ruolo per il resto della stagione. Il suo primo intercetto fu nell'ultima settimana della stagione regolare su Drew Stanton degli Arizona Cardinals. Concluse con 16 presenze (6 come titolare), 43 tackle e 8 passaggi deviati.
L'unico intercetto della stagione 2016, Shead lo fece registrare ai danni di Tom Brady nella vittoria in trasferta sui New England Patriots della settimana 9. In quell'annata diventò per la prima volta stabilmente titolare, chiudendo con 15 presenze e i nuovi primati personali in tackle (81) e passaggi deviati (14)

### Detroit Lions
Il 14 marzo 2018, Shead firmò un contratto annuale con i Detroit Lions del valore di 3,5 milioni di dollari.

### Ritorno ai Seahawks
Il 27 luglio 2019, Shead firmò per fare ritorno ai Seattle Seahawks.

## Palmarès

### Franchigia
- Super Bowl : 1

Seattle Seahawks: Super Bowl XLVIII
- National Football Conference Championship: 2

Seattle Seahawks: 2013, 2014